# Drechterland
Drechterland és un municipi de la província d'Holanda del Nord, al centre-oest dels Països Baixos. L'1 de gener de 2009 tenia 19.113 habitants repartits per una superfície de 80,72 km² (dels quals 21,56 km² corresponen a aigua). Limita al nord amb Wervershoof i Stede Broec i a l'oest amb Hoorn.

## Centres de població
Hem, Hoogkarspel, Oosterblokker, Oosterleek, Schellinkhout, Venhuizen, Westwoud, Wijdenes.

## Ajuntament
| Eleccions municipals 2005     | Eleccions municipals 2005 | Eleccions municipals 2005 |
| Partit                        | Vots en %                 | Regidorss                 |
| ----------------------------- | ------------------------- | ------------------------- |
| Gemeentebelangen Drechterland | 33,3                      | 6                         |
| CDA                           | 21,3                      | 3                         |
| D66/GroenLinks                | 16,5                      | 3                         |
| VVD                           | 16,3                      | 3                         |
| PvdA                          | 12,7                      | 2                         |
| Total                         | 49,1                      | 17                        |